# Ханжиновское муниципальное образование
Ханжиновское сельское поселение — муниципальное образование со статусом сельского поселения в 
Заларинском районе Иркутской области России. Административный центр — поселок Ханжиново.

## Демография
По результатам Всероссийской переписи населения 2010 года
численность населения муниципального образования составила 1259 человек, в том числе 617 мужчин и 642 женщины.

## Населённые пункты
В состав муниципального образования входят населённые пункты
- Ханжиново
- Участок Николаевский[2]

На территории Ханжиновского муниципального образования находился упразднённый населённый пункт Агильмай.